# Lee Woon-jae
Lee Woon-jae ((이운재?, 李雲在?); Cheongju, 26 aprile 1973) è un allenatore di calcio ed ex calciatore sudcoreano, di ruolo portiere.

## Statistiche

### Cronologia presenze e reti in nazionale
| Cronologia completa delle presenze e delle reti in nazionale ― Corea del Sud | Cronologia completa delle presenze e delle reti in nazionale ― Corea del Sud | Cronologia completa delle presenze e delle reti in nazionale ― Corea del Sud | Cronologia completa delle presenze e delle reti in nazionale ― Corea del Sud | Cronologia completa delle presenze e delle reti in nazionale ― Corea del Sud | Cronologia completa delle presenze e delle reti in nazionale ― Corea del Sud | Cronologia completa delle presenze e delle reti in nazionale ― Corea del Sud | Cronologia completa delle presenze e delle reti in nazionale ― Corea del Sud |
| Data                                                                         | Città                                                                        | In casa                                                                      | Risultato                                                                    | Ospiti                                                                       | Competizione                                                                 | Reti                                                                         | Note                                                                         |
| ---------------------------------------------------------------------------- | ---------------------------------------------------------------------------- | ---------------------------------------------------------------------------- | ---------------------------------------------------------------------------- | ---------------------------------------------------------------------------- | ---------------------------------------------------------------------------- | ---------------------------------------------------------------------------- | ---------------------------------------------------------------------------- |
| 11-6-1994                                                                    | Dallas                                                                       | Honduras                                                                     | 0 – 3                                                                        | Corea del Sud                                                                | Amichevole                                                                   | -                                                                            | 45’                                                                          |
| 27-6-1994                                                                    | Dallas                                                                       | Germania                                                                     | 3 – 2                                                                        | Corea del Sud                                                                | Mondiali 1994 - 1º turno                                                     | -                                                                            | 45’                                                                          |
| 12-6-1999                                                                    | Seul                                                                         | Corea del Sud                                                                | 3 – 1                                                                        | Messico                                                                      | 1999 Korea Cup                                                               | -1                                                                           |                                                                              |
| 15-6-1999                                                                    | Seul                                                                         | Corea del Sud                                                                | 0 – 0                                                                        | Egitto                                                                       | 1999 Korea Cup                                                               | -                                                                            |                                                                              |
| 23-1-2000                                                                    | Palmerston North                                                             | Nuova Zelanda                                                                | 0 – 0                                                                        | Corea del Sud                                                                | Amichevole                                                                   | -                                                                            |                                                                              |
| 4-10-2000                                                                    | Abu Dhabi                                                                    | Emirati Arabi Uniti                                                          | 1 – 1 dts (3 – 2 dtr)                                                        | Corea del Sud                                                                | Coppa LG                                                                     | -1                                                                           |                                                                              |
| 7-10-2000                                                                    | Abu Dhabi                                                                    | Corea del Sud                                                                | 4 – 2                                                                        | Australia                                                                    | Coppa LG                                                                     | -2                                                                           |                                                                              |
| 13-10-2000                                                                   | Tripoli                                                                      | Corea del Sud                                                                | 2 – 2                                                                        | Cina                                                                         | Coppa d'Asia 2000 - 1º turno                                                 | -1                                                                           |                                                                              |
| 19-10-2000                                                                   | Tripoli                                                                      | Corea del Sud                                                                | 3 – 0                                                                        | Indonesia                                                                    | Coppa d'Asia 2000 - 1º turno                                                 | -                                                                            |                                                                              |
| 23-10-2000                                                                   | Tripoli                                                                      | Iran                                                                         | 1 – 2 dts                                                                    | Corea del Sud                                                                | Coppa d'Asia 2000 - Quarti di finale                                         | -1                                                                           |                                                                              |
| 26-10-2000                                                                   | Beirut                                                                       | Corea del Sud                                                                | 1 – 2                                                                        | Arabia Saudita                                                               | Coppa d'Asia 2000 - Semifinale                                               | -2                                                                           |                                                                              |
| 29-10-2000                                                                   | Beirut                                                                       | Cina                                                                         | 0 – 1                                                                        | Corea del Sud                                                                | Coppa d'Asia 2000 - Finale 3º posto                                          | -                                                                            |                                                                              |
| 24-1-2001                                                                    | Hong Kong                                                                    | Corea del Sud                                                                | 2 – 3                                                                        | Norvegia                                                                     | Coppa Carlsberg                                                              | -3                                                                           |                                                                              |
| 11-2-2001                                                                    | Dubai                                                                        | Emirati Arabi Uniti                                                          | 1 – 4                                                                        | Corea del Sud                                                                | 2001 Emirates Cup                                                            | -1                                                                           |                                                                              |
| 24-4-2001                                                                    | Il Cairo                                                                     | Corea del Sud                                                                | 1 – 0                                                                        | Iran                                                                         | Coppa LG                                                                     | -                                                                            |                                                                              |
| 25-5-2001                                                                    | Suwon                                                                        | Corea del Sud                                                                | 0 – 0                                                                        | Camerun                                                                      | Amichevole                                                                   | -                                                                            |                                                                              |
| 30-5-2001                                                                    | Taegu                                                                        | Francia                                                                      | 5 – 0                                                                        | Corea del Sud                                                                | Conf. Cup 2001 - 1º turno                                                    | -5                                                                           |                                                                              |
| 1-6-2001                                                                     | Ulsan                                                                        | Corea del Sud                                                                | 2 – 1                                                                        | Messico                                                                      | Conf. Cup 2001 - 1º turno                                                    | -1                                                                           |                                                                              |
| 3-6-2001                                                                     | Suwon                                                                        | Corea del Sud                                                                | 1 – 0                                                                        | Australia                                                                    | Conf. Cup 2001 - 1º turno                                                    | -                                                                            |                                                                              |
| 15-8-2001                                                                    | Brno                                                                         | Rep. Ceca                                                                    | 5 – 0                                                                        | Corea del Sud                                                                | Amichevole                                                                   | -5                                                                           |                                                                              |
| 13-9-2001                                                                    | Daejeon                                                                      | Corea del Sud                                                                | 2 – 2                                                                        | Nigeria                                                                      | Amichevole                                                                   | -2                                                                           |                                                                              |
| 8-11-2001                                                                    | Jeonju                                                                       | Corea del Sud                                                                | 0 – 1                                                                        | Senegal                                                                      | Amichevole                                                                   | -1                                                                           |                                                                              |
| 10-11-2001                                                                   | Seul                                                                         | Corea del Sud                                                                | 2 – 0                                                                        | Croazia                                                                      | Amichevole                                                                   | -                                                                            |                                                                              |
| 13-11-2001                                                                   | Gwangju                                                                      | Corea del Sud                                                                | 1 – 1                                                                        | Croazia                                                                      | Amichevole                                                                   | -1                                                                           |                                                                              |
| 19-1-2002                                                                    | Pasadena                                                                     | Stati Uniti                                                                  | 2 – 1                                                                        | Corea del Sud                                                                | Gold Cup 2002 - 1º turno                                                     | -                                                                            |                                                                              |
| 27-1-2002                                                                    | Pasadena                                                                     | Messico                                                                      | 0 – 0 dts (2 – 4 dtr)                                                        | Corea del Sud                                                                | Gold Cup 2002 - Quarti di finale                                             | -                                                                            |                                                                              |
| 2-2-2002                                                                     | Pasadena                                                                     | Corea del Sud                                                                | 1 – 2                                                                        | Canada                                                                       | Gold Cup 2002 - Finale 3º posto                                              | -2                                                                           | 21’                                                                          |
| 13-2-2002                                                                    | Montevideo                                                                   | Uruguay                                                                      | 2 – 1                                                                        | Corea del Sud                                                                | Amichevole                                                                   | -2                                                                           |                                                                              |
| 20-3-2002                                                                    | Cartagena                                                                    | Finlandia                                                                    | 0 – 2                                                                        | Corea del Sud                                                                | Amichevole                                                                   | -                                                                            |                                                                              |
| 27-4-2002                                                                    | Incheon                                                                      | Corea del Sud                                                                | 0 – 0                                                                        | Cina                                                                         | Amichevole                                                                   | -                                                                            |                                                                              |
| 21-5-2002                                                                    | Seogwipo                                                                     | Corea del Sud                                                                | 1 – 1                                                                        | Inghilterra                                                                  | Amichevole                                                                   | -1                                                                           |                                                                              |
| 4-6-2002                                                                     | Pusan                                                                        | Corea del Sud                                                                | 2 – 0                                                                        | Polonia                                                                      | Mondiali 2002 - 1º turno                                                     | -                                                                            |                                                                              |
| 10-6-2002                                                                    | Taegu                                                                        | Corea del Sud                                                                | 1 – 1                                                                        | Stati Uniti                                                                  | Mondiali 2002 - 1º turno                                                     | -1                                                                           |                                                                              |
| 14-6-2002                                                                    | Incheon                                                                      | Portogallo                                                                   | 0 – 1                                                                        | Corea del Sud                                                                | Mondiali 2002 - 1º turno                                                     | -                                                                            |                                                                              |
| 18-6-2002                                                                    | Daejeon                                                                      | Corea del Sud                                                                | 2 – 1 gg                                                                     | Italia                                                                       | Mondiali 2002 - Ottavi di finale                                             | -1                                                                           |                                                                              |
| 22-6-2002                                                                    | Gwangju                                                                      | Spagna                                                                       | 0 – 0 dts (3 – 5 dtr)                                                        | Corea del Sud                                                                | Mondiali 2002 - Quarti di finale                                             | -                                                                            |                                                                              |
| 25-6-2002                                                                    | Seul                                                                         | Germania                                                                     | 1 – 0                                                                        | Corea del Sud                                                                | Mondiali 2002 - Semifinale                                                   | -1                                                                           |                                                                              |
| 29-6-2002                                                                    | Taegu                                                                        | Corea del Sud                                                                | 2 – 3                                                                        | Turchia                                                                      | Mondiali 2002 - Finale 3º posto                                              | -3                                                                           |                                                                              |
| 20-11-2002                                                                   | Seul                                                                         | Corea del Sud                                                                | 2 – 3                                                                        | Brasile                                                                      | Amichevole                                                                   | -2                                                                           | 85’                                                                          |
| 29-3-2003                                                                    | Pusan                                                                        | Corea del Sud                                                                | 0 – 0                                                                        | Colombia                                                                     | Amichevole                                                                   | -                                                                            |                                                                              |
| 16-4-2003                                                                    | Seul                                                                         | Corea del Sud                                                                | 0 – 1                                                                        | Giappone                                                                     | Amichevole                                                                   | -1                                                                           |                                                                              |
| 31-5-2003                                                                    | Tokyo                                                                        | Giappone                                                                     | 0 – 1                                                                        | Corea del Sud                                                                | Amichevole                                                                   | -                                                                            |                                                                              |
| 8-6-2003                                                                     | Seul                                                                         | Corea del Sud                                                                | 0 – 2                                                                        | Uruguay                                                                      | Amichevole                                                                   | -2                                                                           |                                                                              |
| 11-6-2003                                                                    | Seul                                                                         | Corea del Sud                                                                | 0 – 1                                                                        | Argentina                                                                    | Amichevole                                                                   | -1                                                                           |                                                                              |
| 25-9-2003                                                                    | Incheon                                                                      | Corea del Sud                                                                | 5 – 0                                                                        | Vietnam                                                                      | Qual. Coppa d'Asia 2004                                                      | -                                                                            |                                                                              |
| 27-9-2003                                                                    | Incheon                                                                      | Corea del Sud                                                                | 1 – 0                                                                        | Oman                                                                         | Qual. Coppa d'Asia 2004                                                      | -                                                                            |                                                                              |
| 19-10-2003                                                                   | Mascate                                                                      | Vietnam                                                                      | 1 – 0                                                                        | Corea del Sud                                                                | Qual. Coppa d'Asia 2004                                                      | -1                                                                           |                                                                              |
| 21-10-2003                                                                   | Mascate                                                                      | Oman                                                                         | 3 – 1                                                                        | Corea del Sud                                                                | Qual. Coppa d'Asia 2004                                                      | -3                                                                           |                                                                              |
| 24-10-2003                                                                   | Mascate                                                                      | Nepal                                                                        | 0 – 7                                                                        | Corea del Sud                                                                | Qual. Coppa d'Asia 2004                                                      | -                                                                            |                                                                              |
| 18-11-2003                                                                   | Seul                                                                         | Corea del Sud                                                                | 0 – 1                                                                        | Bulgaria                                                                     | Amichevole                                                                   | -1                                                                           |                                                                              |
| 4-12-2003                                                                    | Tokyo                                                                        | Hong Kong                                                                    | 1 – 3                                                                        | Corea del Sud                                                                | Coppa dell'Asia orientale 2003                                               | -1                                                                           |                                                                              |
| 7-12-2003                                                                    | Saitama                                                                      | Corea del Sud                                                                | 1 – 0                                                                        | Cina                                                                         | Coppa dell'Asia orientale 2003                                               | -                                                                            |                                                                              |
| 10-12-2003                                                                   | Yokohama                                                                     | Giappone                                                                     | 0 – 0                                                                        | Corea del Sud                                                                | Coppa dell'Asia orientale 2003                                               | -                                                                            |                                                                              |
| 18-2-2004                                                                    | Suwon                                                                        | Corea del Sud                                                                | 2 – 0                                                                        | Libano                                                                       | Qual. Mondiali 2006                                                          | -                                                                            |                                                                              |
| 31-3-2004                                                                    | Malé                                                                         | Maldive                                                                      | 0 – 0                                                                        | Corea del Sud                                                                | Qual. Mondiali 2006                                                          | -                                                                            |                                                                              |
| 28-4-2004                                                                    | Incheon                                                                      | Corea del Sud                                                                | 0 – 0                                                                        | Paraguay                                                                     | Amichevole                                                                   | -                                                                            |                                                                              |
| 2-6-2004                                                                     | Seul                                                                         | Corea del Sud                                                                | 0 – 1                                                                        | Turchia                                                                      | Amichevole                                                                   | -1                                                                           |                                                                              |
| 9-6-2004                                                                     | Daejeon                                                                      | Corea del Sud                                                                | 2 – 0                                                                        | Vietnam                                                                      | Qual. Mondiali 2006                                                          | -                                                                            |                                                                              |
| 10-7-2004                                                                    | Gwangju                                                                      | Corea del Sud                                                                | 2 – 0                                                                        | Bahrein                                                                      | Amichevole                                                                   | -                                                                            |                                                                              |
| 14-7-2004                                                                    | Seul                                                                         | Corea del Sud                                                                | 1 – 1                                                                        | Trinidad e Tobago                                                            | Amichevole                                                                   | -1                                                                           |                                                                              |
| 19-7-2004                                                                    | Jinan                                                                        | Corea del Sud                                                                | 0 – 0                                                                        | Giordania                                                                    | Coppa d'Asia 2004 - 1º turno                                                 | -                                                                            |                                                                              |
| 23-7-2004                                                                    | Jinan                                                                        | Emirati Arabi Uniti                                                          | 0 – 2                                                                        | Corea del Sud                                                                | Coppa d'Asia 2004 - 1º turno                                                 | -                                                                            | 55’                                                                          |
| 27-7-2004                                                                    | Jinan                                                                        | Corea del Sud                                                                | 4 – 0                                                                        | Kuwait                                                                       | Coppa d'Asia 2004 - 1º turno                                                 | -                                                                            |                                                                              |
| 31-7-2004                                                                    | Jinan                                                                        | Corea del Sud                                                                | 3 – 4                                                                        | Iran                                                                         | Coppa d'Asia 2004 - Quarti di finale                                         | -4                                                                           |                                                                              |
| 8-9-2004                                                                     | Ho Chi Minh                                                                  | Vietnam                                                                      | 1 – 2                                                                        | Corea del Sud                                                                | Qual. Mondiali 2006                                                          | -1                                                                           |                                                                              |
| 13-10-2004                                                                   | Beirut                                                                       | Libano                                                                       | 1 – 1                                                                        | Corea del Sud                                                                | Qual. Mondiali 2006                                                          | -1                                                                           |                                                                              |
| 17-11-2004                                                                   | Seul                                                                         | Corea del Sud                                                                | 2 – 0                                                                        | Maldive                                                                      | Qual. Mondiali 2006                                                          | -                                                                            |                                                                              |
| 19-12-2004                                                                   | Pusan                                                                        | Corea del Sud                                                                | 3 – 1                                                                        | Germania                                                                     | Amichevole                                                                   | -1                                                                           | 88’                                                                          |
| 15-1-2005                                                                    | Los Angeles                                                                  | Colombia                                                                     | 2 – 1                                                                        | Corea del Sud                                                                | Amichevole                                                                   | -2                                                                           |                                                                              |
| 22-1-2005                                                                    | Carson                                                                       | Svezia                                                                       | 1 – 1                                                                        | Corea del Sud                                                                | Amichevole                                                                   | -1                                                                           |                                                                              |
| 4-2-2005                                                                     | Seul                                                                         | Corea del Sud                                                                | 0 – 1                                                                        | Egitto                                                                       | Amichevole                                                                   | -1                                                                           | 46’                                                                          |
| 9-2-2005                                                                     | Seul                                                                         | Corea del Sud                                                                | 2 – 0                                                                        | Kuwait                                                                       | Qual. Mondiali 2006                                                          | -                                                                            |                                                                              |
| 25-3-2005                                                                    | Dammam                                                                       | Arabia Saudita                                                               | 2 – 0                                                                        | Corea del Sud                                                                | Qual. Mondiali 2006                                                          | -2                                                                           |                                                                              |
| 30-3-2005                                                                    | Seul                                                                         | Corea del Sud                                                                | 2 – 1                                                                        | Uzbekistan                                                                   | Qual. Mondiali 2006                                                          | -1                                                                           |                                                                              |
| 3-6-2005                                                                     | Tashkent                                                                     | Uzbekistan                                                                   | 1 – 1                                                                        | Corea del Sud                                                                | Qual. Mondiali 2006                                                          | -1                                                                           |                                                                              |
| 8-6-2005                                                                     | Madinat al-Kuwait                                                            | Kuwait                                                                       | 0 – 4                                                                        | Corea del Sud                                                                | Qual. Mondiali 2006                                                          | -                                                                            |                                                                              |
| 31-7-2005                                                                    | Daejeon                                                                      | Corea del Sud                                                                | 1 – 1                                                                        | Cina                                                                         | Coppa dell'Asia orientale 2005                                               | -1                                                                           |                                                                              |
| 4-8-2005                                                                     | Jeonju                                                                       | Corea del Sud                                                                | 0 – 0                                                                        | Corea del Nord                                                               | Coppa dell'Asia orientale 2005                                               | -                                                                            |                                                                              |
| 7-8-2005                                                                     | Taegu                                                                        | Corea del Sud                                                                | 0 – 1                                                                        | Giappone                                                                     | Coppa dell'Asia orientale 2005                                               | -1                                                                           |                                                                              |
| 17-8-2005                                                                    | Seul                                                                         | Corea del Sud                                                                | 0 – 1                                                                        | Arabia Saudita                                                               | Qual. Mondiali 2006                                                          | -1                                                                           |                                                                              |
| 12-10-2005                                                                   | Seul                                                                         | Corea del Sud                                                                | 2 – 0                                                                        | Iran                                                                         | Amichevole                                                                   | -                                                                            |                                                                              |
| 12-11-2005                                                                   | Seul                                                                         | Corea del Sud                                                                | 2 – 2                                                                        | Svezia                                                                       | Amichevole                                                                   | -2                                                                           |                                                                              |
| 16-11-2005                                                                   | Seul                                                                         | Corea del Sud                                                                | 2 – 0                                                                        | Serbia e Montenegro                                                          | Amichevole                                                                   | -                                                                            |                                                                              |
| 18-1-2006                                                                    | Dubai                                                                        | Emirati Arabi Uniti                                                          | 1 – 0                                                                        | Corea del Sud                                                                | Amichevole                                                                   | -1                                                                           |                                                                              |
| 21-1-2006                                                                    | Riyad                                                                        | Grecia                                                                       | 1 – 1                                                                        | Corea del Sud                                                                | Coppa LG                                                                     | -1                                                                           |                                                                              |
| 25-1-2006                                                                    | Riyad                                                                        | Finlandia                                                                    | 0 – 1                                                                        | Corea del Sud                                                                | Coppa LG                                                                     | -                                                                            |                                                                              |
| 29-1-2006                                                                    | Hong Kong                                                                    | Corea del Sud                                                                | 2 – 0                                                                        | Croazia                                                                      | Coppa Carlsberg                                                              | -                                                                            |                                                                              |
| 1-2-2006                                                                     | Hong Kong                                                                    | Corea del Sud                                                                | 1 – 3                                                                        | Danimarca                                                                    | Coppa Carlsberg                                                              | -3                                                                           |                                                                              |
| 11-2-2006                                                                    | Oakland                                                                      | Corea del Sud                                                                | 2 – 0                                                                        | Costa Rica                                                                   | Amichevole                                                                   | -                                                                            |                                                                              |
| 15-2-2006                                                                    | Los Angeles                                                                  | Messico                                                                      | 0 – 1                                                                        | Corea del Sud                                                                | Amichevole                                                                   | -                                                                            |                                                                              |
| 22-2-2006                                                                    | Aleppo                                                                       | Siria                                                                        | 1 – 2                                                                        | Corea del Sud                                                                | Qual. Coppa d'Asia 2007                                                      | -1                                                                           |                                                                              |
| 1-3-2006                                                                     | Seul                                                                         | Corea del Sud                                                                | 1 – 0                                                                        | Angola                                                                       | Amichevole                                                                   | -                                                                            |                                                                              |
| 23-5-2006                                                                    | Seul                                                                         | Corea del Sud                                                                | 1 – 1                                                                        | Senegal                                                                      | Amichevole                                                                   | -1                                                                           |                                                                              |
| 26-5-2006                                                                    | Seul                                                                         | Corea del Sud                                                                | 2 – 0                                                                        | Bosnia ed Erzegovina                                                         | Amichevole                                                                   | -                                                                            |                                                                              |
| 1-6-2006                                                                     | Oslo                                                                         | Norvegia                                                                     | 0 – 0                                                                        | Corea del Sud                                                                | Amichevole                                                                   | -                                                                            | 38’                                                                          |
| 4-6-2006                                                                     | Edimburgo                                                                    | Ghana                                                                        | 3 – 1                                                                        | Corea del Sud                                                                | Amichevole                                                                   | -3                                                                           |                                                                              |
| 13-6-2006                                                                    | Francoforte                                                                  | Corea del Sud                                                                | 2 – 1                                                                        | Togo                                                                         | Mondiali 2006 - 1º turno                                                     | -1                                                                           |                                                                              |
| 18-6-2006                                                                    | Lipsia                                                                       | Francia                                                                      | 1 – 1                                                                        | Corea del Sud                                                                | Mondiali 2006 - 1º turno                                                     | -1                                                                           |                                                                              |
| 23-6-2006                                                                    | Hannover                                                                     | Svizzera                                                                     | 2 – 0                                                                        | Corea del Sud                                                                | Mondiali 2006 - 1º turno                                                     | -2                                                                           |                                                                              |
| 6-9-2006                                                                     | Suwon                                                                        | Corea del Sud                                                                | 8 – 0                                                                        | Taipei cinese                                                                | Qual. Coppa d'Asia 2007                                                      | -                                                                            |                                                                              |
| 2-6-2007                                                                     | Seul                                                                         | Corea del Sud                                                                | 0 – 2                                                                        | Paesi Bassi                                                                  | Amichevole                                                                   | -2                                                                           |                                                                              |
| 5-7-2007                                                                     | Seul                                                                         | Corea del Sud                                                                | 2 – 1                                                                        | Uzbekistan                                                                   | Amichevole                                                                   | -1                                                                           |                                                                              |
| 11-7-2007                                                                    | Giacarta                                                                     | Corea del Sud                                                                | 1 – 1                                                                        | Arabia Saudita                                                               | Coppa d'Asia 2007 - 1º turno                                                 | -1                                                                           |                                                                              |
| 15-7-2007                                                                    | Giacarta                                                                     | Bahrein                                                                      | 2 – 1                                                                        | Corea del Sud                                                                | Coppa d'Asia 2007 - 1º turno                                                 | -2                                                                           | 55’                                                                          |
| 18-7-2007                                                                    | Giacarta                                                                     | Indonesia                                                                    | 0 – 1                                                                        | Corea del Sud                                                                | Coppa d'Asia 2007 - 1º turno                                                 | -                                                                            |                                                                              |
| 22-7-2007                                                                    | Kuala Lumpur                                                                 | Corea del Sud                                                                | 0 – 0 dts (2 – 4 dtr)                                                        | Iran                                                                         | Coppa d'Asia 2007 - Quarti di finale                                         | -                                                                            |                                                                              |
| 25-7-2007                                                                    | Kuala Lumpur                                                                 | Iraq                                                                         | 0 – 0 dts (4 – 3 dtr)                                                        | Corea del Sud                                                                | Coppa d'Asia 2007 - Semifinale                                               | -                                                                            |                                                                              |
| 28-7-2007                                                                    | Palembang                                                                    | Corea del Sud                                                                | 0 – 0                                                                        | Giappone                                                                     | Coppa d'Asia 2007 - Finale 3º posto                                          | -                                                                            |                                                                              |
| 14-11-2008                                                                   | Doha                                                                         | Qatar                                                                        | 1 – 1                                                                        | Corea del Sud                                                                | Amichevole                                                                   | -1                                                                           | 74’                                                                          |
| 28-11-2008                                                                   | Riyad                                                                        | Arabia Saudita                                                               | 0 – 2                                                                        | Corea del Sud                                                                | Qual. Mondiali 2010                                                          | -                                                                            |                                                                              |
| 1-2-2009                                                                     | Dubai                                                                        | Siria                                                                        | 1 – 1                                                                        | Corea del Sud                                                                | Amichevole                                                                   | -1                                                                           |                                                                              |
| 4-2-2009                                                                     | Dubai                                                                        | Bahrein                                                                      | 2 – 2                                                                        | Corea del Sud                                                                | Amichevole                                                                   | -2                                                                           |                                                                              |
| 11-2-2009                                                                    | Tehran                                                                       | Iran                                                                         | 1 – 1                                                                        | Corea del Sud                                                                | Qual. Mondiali 2010                                                          | -1                                                                           |                                                                              |
| 28-3-2009                                                                    | Suwon                                                                        | Corea del Sud                                                                | 2 – 1                                                                        | Iraq                                                                         | Amichevole                                                                   | -1                                                                           |                                                                              |
| 1-4-2009                                                                     | Seul                                                                         | Corea del Sud                                                                | 1 – 0                                                                        | Corea del Nord                                                               | Qual. Mondiali 2010                                                          | -                                                                            |                                                                              |
| 2-6-2009                                                                     | Dubai                                                                        | Emirati Arabi Uniti                                                          | 0 – 2                                                                        | Corea del Sud                                                                | Qual. Mondiali 2010                                                          | -                                                                            |                                                                              |
| 10-6-2009                                                                    | Seul                                                                         | Corea del Sud                                                                | 0 – 0                                                                        | Arabia Saudita                                                               | Qual. Mondiali 2010                                                          | -                                                                            |                                                                              |
| 17-6-2009                                                                    | Seul                                                                         | Corea del Sud                                                                | 1 – 1                                                                        | Iran                                                                         | Qual. Mondiali 2010                                                          | -1                                                                           |                                                                              |
| 12-8-2009                                                                    | Seul                                                                         | Corea del Sud                                                                | 1 – 0                                                                        | Paraguay                                                                     | Amichevole                                                                   | -                                                                            |                                                                              |
| 5-9-2009                                                                     | Seul                                                                         | Corea del Sud                                                                | 3 – 1                                                                        | Australia                                                                    | Amichevole                                                                   | -1                                                                           |                                                                              |
| 14-10-2009                                                                   | Seul                                                                         | Corea del Sud                                                                | 2 – 0                                                                        | Senegal                                                                      | Amichevole                                                                   | -                                                                            |                                                                              |
| 14-11-2009                                                                   | Esbjerg                                                                      | Danimarca                                                                    | 0 – 0                                                                        | Corea del Sud                                                                | Amichevole                                                                   | -                                                                            |                                                                              |
| 9-1-2010                                                                     | Johannesburg                                                                 | Zambia                                                                       | 4 – 2                                                                        | Corea del Sud                                                                | Amichevole                                                                   | -4                                                                           |                                                                              |
| 18-1-2010                                                                    | Malaga                                                                       | Finlandia                                                                    | 0 – 2                                                                        | Corea del Sud                                                                | Amichevole                                                                   | -                                                                            |                                                                              |
| 7-2-2010                                                                     | Tokyo                                                                        | Corea del Sud                                                                | 5 – 0                                                                        | Hong Kong                                                                    | Coppa dell'Asia orientale 2010                                               | -                                                                            |                                                                              |
| 10-2-2010                                                                    | Tokyo                                                                        | Corea del Sud                                                                | 1 – 3                                                                        | Cina                                                                         | Coppa dell'Asia orientale 2010                                               | -3                                                                           |                                                                              |
| 14-2-2010                                                                    | Tokyo                                                                        | Giappone                                                                     | 1 – 3                                                                        | Corea del Sud                                                                | Coppa dell'Asia orientale 2010                                               | -1                                                                           |                                                                              |
| 3-3-2010                                                                     | Londra                                                                       | Costa d'Avorio                                                               | 0 – 2                                                                        | Corea del Sud                                                                | Amichevole                                                                   | -                                                                            |                                                                              |
| 30-5-2010                                                                    | Kufstein                                                                     | Bielorussia                                                                  | 1 – 0                                                                        | Corea del Sud                                                                | Amichevole                                                                   | -1                                                                           |                                                                              |
| 3-6-2010                                                                     | Innsbruck                                                                    | Spagna                                                                       | 1 – 0                                                                        | Corea del Sud                                                                | Amichevole                                                                   | -                                                                            | 46’                                                                          |
| 11-8-2010                                                                    | Suwon                                                                        | Corea del Sud                                                                | 2 – 1                                                                        | Nigeria                                                                      | Amichevole                                                                   | -1                                                                           | 27’                                                                          |
| Totale                                                                       |                                                                              | Presenze (3º posto)                                                          | 131                                                                          |                                                                              | Reti                                                                         | -113                                                                         |                                                                              |

## Palmarès

### Club

#### Competizioni nazionali
- K League 1: 4

Suwon Samsung Bluewings: 1998, 1999, 2004, 2008
- Coppa della Corea del Sud: 3

Suwon Samsung Bluewings: 2002, 2009, 2010
- Korean League Cup: 3

Suwon Samsung Bluewings: 1999, 2005, 2008
- Supercoppa della Corea del Sud: 2

Suwon Samsumg Bluewings: 1999, 2005

#### Competizioni internazionali
- Supercoppa d'Asia: 1

Suwon Samsung Bluewings: 2002
- A3 Champions Cup: 1

Suwon Samsung Bluewings: 2005
- Pan-Pacific Championship: 1

Suwon Samsung Bluewings: 2009
- AFC Champions League: 1

Suwon Samsung Bluewings: 2011

### Nazionale
- Giochi asiatici: 1

2002